# Alain Serpaggi
Ne doit pas être confondu avec Francis Serpaggi.
Pas d'image ? Cliquez ici
Alain Serpaggi, né le 19 septembre 1938 à Tananarive, est un ancien pilote automobile français.

## Biographie
Employé comme directeur de la compétition au garage Paris-Monceau, importateur Triumph pour la France, Alain Serpaggi effectue en 1966 plusieurs courses sur une Triumph Spitfire Le Mans rachetée par son employeur.
Après des débuts en Formule France et une première victoire en 1969 sur le Circuit de Charade, il s'engage en Championnat de France de Formule Renault en 1971, puis en Championnat de France de Formule 3 en 1972 et 1973.
Il reste associé à la marque Alpine durant une grande partie de sa carrière.
En 2008, il participe au rallye VHC : les Legend Boucles de Spa, sur Alpine A110 Berlinette du département « Classic » du constructeur Renault. Quatre ans plus tard, il participe au Tour de France Automobile, également au volant d'une Berlinette, toujors partie du département « Classic » de Renault.

## Palmarès
- Championnat de France de Formule Renault;
  - Vice-champion en 1971.

- Formule 3
  - Vainqueur de la Nations European Cup en 1972 en compagnie de Michel Leclère et de Lucien Guitteny[2]

- Championnat d'Europe des voitures de sport
  - Champion en 1974 sur Alpine A441[3].
  - En 1986, participation au Championnat de France des voitures de production de NOSCAR  avec l'Alpine GTA V6 production dont le responsable et ingénieur technique n'est autre que François Xavier Delfosse, qui fut responsable de l'équipe Alpine  du Mans 1978 , où la A442 de Jean Pierre Jaussaud et Didier Pironi remporte la victoire au Mans pour cette édition.
  - En 2016,  à 77 ans Alain Serpaggi reprend le volant des sa GTA V6 production sur  les circuits de France avec cette même  Alpine, il démontre ainsi  que tout est possible  avec de la passion.

- 24 Heures du Mans
  - Cinq participations entre 1968 et 1989 ;
  - Vainqueur de la catégorie Prototype 1.15 sur Alpine A210 en 1969.

- Championnat de France des rallyes
  - Champion de France des rallyes 2e Division en 1985 sur Renault 5 Turbo (vainqueur des 4 rallyes: rallye Jeanne d'Arc, rallye des Monts Dôme, rallye International de Dieppe et rallye de Lozère (ainsi que du rallye d'Automne de 2e division en 1984 sur la même voiture)).